# Helen Liddell, Baroness Liddell of Coatdyke

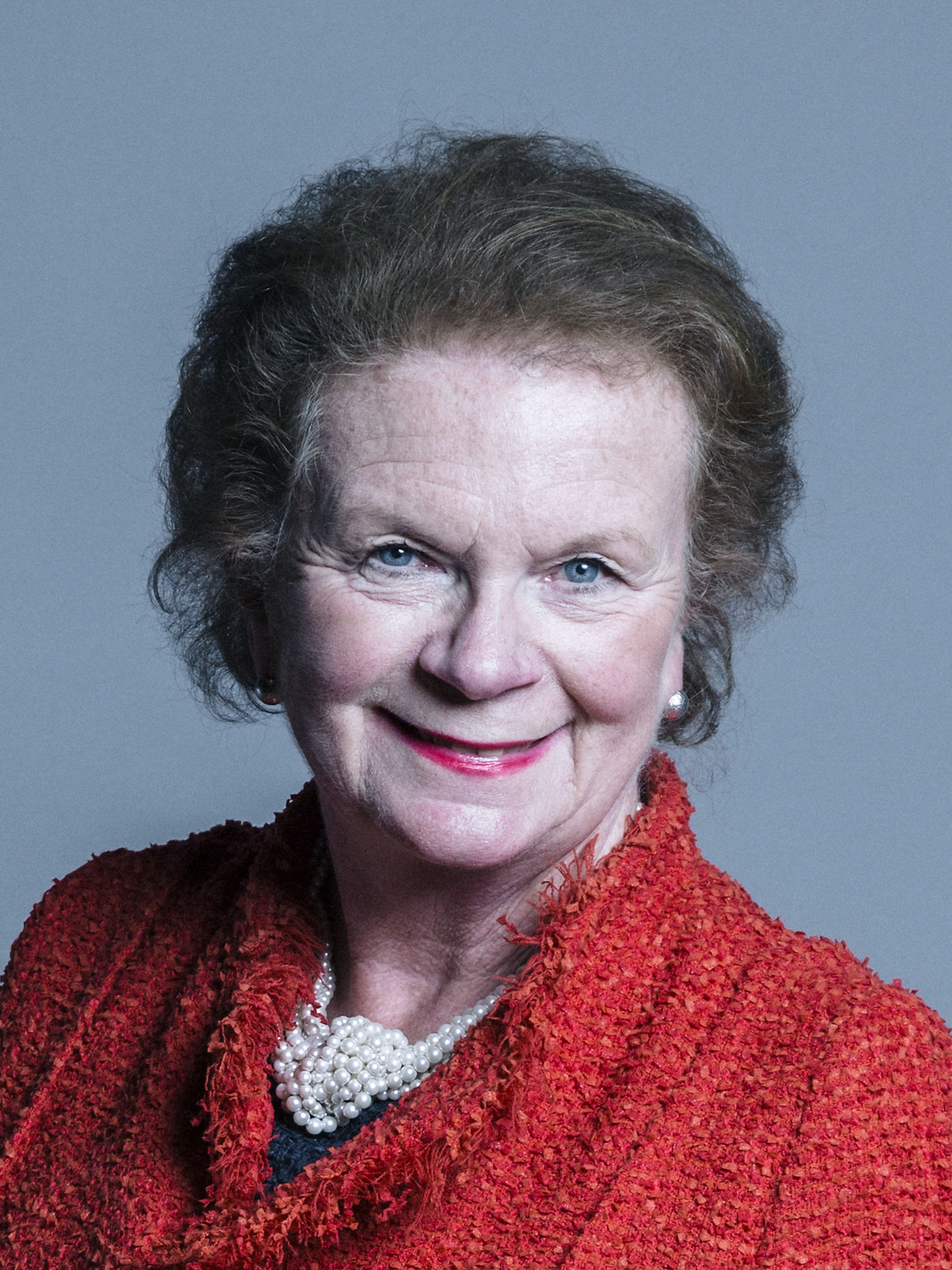
Helen Liddell, Baroness Liddell of Coatdyke, 2018

Helen Lawrie Liddell, Baroness Liddell of Coatdyke PC (Geburtsname: Helen Lawrie Reilly; * 6. Dezember 1950 in Coatbridge, Schottland) ist eine britische Politikerin der Labour Party, die unter anderem Schottland-Ministerin war. Als Life Peer ist sie Mitglied des House of Lords.

## Leben

### Journalistin und Unterhausabgeordnete
Helen Reilly studierte nach dem Besuch der St. Patrick’s Catholic High School in Coatbridge an der University of Strathclyde und erwarb dort einen Bachelor of Arts (B.A.). Nach ihrer Eheschließung 1972 engagierte sie sich in der Labour Party und kandidierte für diese erstmals bei den Unterhauswahlen 1974 im Wahlkreis Fife East erfolglos für ein Mandat im House of Commons.
Nach einer Tätigkeit als WirtschaftsJournalistin bei der BBC von 1976 bis 1977, war sie bis 1978 als erste Frau Generalsekretärin der Scottish Labour Party (Pàrtaidh Làbarach na h-Alba), dem Landesverband der Labour Party in Schottland. Im Anschluss war sie für den Medienunternehmer Robert Maxwell und zeitweise Direktorin für Öffentlichkeitsarbeit bei dessen in Schottland erscheinenden Boulevardzeitung Daily Record.
Bei einer durch den Tod des Labour-Vorsitzenden John Smith notwendig gewordenen Nachwahl (By-election) wurde sie am 30. Juni 1994 im Wahlkreis Monklands East zum Mitglied des Unterhauses gewählt und gehörte diesem bis zum 5. Mai ´2005 an, wobei sie zuletzt seit den Unterhauswahlen vom 1. Mai 1997 den Wahlkreis Airdrie and Shotts vertrat. 1994 gehörte sie einer von Lord Philipp geleiteten Kommission an, die den Absturz eines Boeing-Vertol CH-47-Transporthubschraubers in Mull of Kintyre untersuchte. Während dieser Zeit war zwischen 1995 und 1997 Sprecherin der oppositionellen Labour-Fraktion im Unterhaus.

### Ministerin und Hochkommissarin
Nach dem Wahlsieg der Labour Party bei den Unterhauswahlen vom 1. Mai 1997 wurde sie zunächst Wirtschaftssekretärin im Schatzamt (Economic Secretary to the Treasury) und anschließend von Juli 1998 bis Mai 1999 Staatsministerin im Schottlandministerium, in dem sie für Bildung zuständig war. Nach einer darauf folgenden kurzen Tätigkeit als Staatsministerin für Verkehr im Ministerium für Umwelt, Verkehr und Regionen, war sie zwischen Juli 1999 und Januar 2001 Staatsministerin im Handels- und Industrieministerium und dort für Energie und Wettbewerbsfähigkeit in Europa verantwortlich.
Im Januar 2001 berief Premierminister Tony Blair sie zur Nachfolgerin von John Reid als Ministerin für Schottland (Secretary of State for Scotland) in dessen Kabinett. Dieses Amt hatte sie bis zu ihrer Ablösung durch Alistair Darling im Juni 2003 inne.
Nach ihrem Ausscheiden aus dem Unterhaus wurde sie im September 2005 als Nachfolgerin von Baron Goodlad zur Hochkommissarin in Australien ernannt und bekleidete diese Funktion bis zur Ablösung durch Baroness Amos im Oktober 2009.
2010 wurde sie als Life Peeress mit dem Titel Baroness Liddell of Coatdyke, of Airdrie in Lanarkshire, in den Adelsstand erhoben und gehört seither dem House of Lords an. Seit 2011 ist sie darüber hinaus Mitglied der BBC-Kommission für die Privatsphäre (BBC Privacy Commission).